# Théo Klein
Theodore „Théo“ Klein (* 25. Juni 1920 in Paris; † 28. Januar 2020) war ein französisch-israelischer Rechtsanwalt, Verbandsfunktionär und Museumsdirektor sowie ehemaliger Résistancekämpfer. Er war von 1986 bis 1988 Präsident des Europäischen Jüdischen Kongresses.

## Leben
Klein wurde im 10. Pariser Arrondissement in einem jüdischen Elternhaus geboren. Während des Zweiten Weltkriegs gehörte er als führendes Mitglied der französischen Résistance an.
Er studierte Politikwissenschaften und Rechtswissenschaften in Paris. Er war von 1945 bis 1950 Präsident der Union der jüdischen Studenten in Frankreich. Seitdem war er als Rechtsanwalt tätig, mit Anwaltszulassungen in Frankreich und Israel (ab 1970) sowie beim International Court of Arbitration. 1978 gründete er die Wirtschaftskanzlei Klein & Associés an der Avenue des Champs-Élysées.
Klein engagierte sich in verschiedenen jüdischen Organisationen. Er war von 1983 bis 1989 Präsident des Conseil Représentatif des Institutions Juives de France (CRIF). Von 1986 bis 1988 war er gleichzeitig Präsident des Europäischen Jüdischen Kongresses (EJC). Federführend war er an den Verhandlungen zur Entfernung des Kreuzes vor dem KZ Auschwitz beteiligt. Im Zuge des Verlaufes der Zweiten Intifada im Nahen Osten und einer darauffolgenden hochpolitischen Debatte in Frankreich überwarf er sich mit der CRIF. Politisch und freundschaftlich stand er der Sozialistischen Partei um François Mitterrand nahe.
Er war ab 2001 Leiter des Musée d’art et d’histoire du Judaïsme in Paris.

## Auszeichnungen
- Mitglied der Ehrenlegion (Offizier)

## Schriften
- L' affaire du carmel d'Auschwitz. Bertoin, Paris 1991, ISBN 2-87949-000-6.
- Libérez la Torah, Moïse, l'homme et la loi: une relecture. Calmann-Lévy, Paris 2001, ISBN 2-7021-3195-6.